# Муслия, Флорент
Флорент Муслия (алб. Florent Muslija; род. 6 июля 1998, Ахерн) — косоварский футболист, полузащитник немецкого клуба «Фрайбург» и сборной Косова, выступающий на правах аренды за дюссельдорфскую «Фортуну».

## Клубная карьера
21 мая 2017 года Флорент Муслия дебютировал на профессиональном уровне, в выездном матче с «Айнтрахтом» из Брауншвейга, выйдя на замену на 70-й минуте. Через три дня после этого он подписал двухлетний профессиональный контракт с «Карлсруэ». 9 ноября 2017 года Муслия досрочно продлил свой контракт до 2021 года.
31 августа 2018 года, в последний день летнего трансферного окна 2018 года, Муслия перешёл в команду Бундеслиги «Ганновер 96», заключив с ней четырёхлетний контракт. Предположительно «Ганновер 96» заплатил за трансфер 2 миллиона евро. Его дебют за клуб состоялся 30 сентября в матче шестого тура Бундеслиги 2018/2019 против франкфуртского «Айнтрахта», в котором вышел на замену на 69-й минуте.

## Карьера в сборной
25 августа 2017 года Флорент Муслия получил вызов из сборной Германии до 20 лет для участия в неофициальном товарищеском матче с немецким клубом «Гройтер Фюрт» и игре в рамках Элитной лиги до 20 лет против сборной Чехии. 7 сентября 2018 года он дебютировал за Германию (до 20 лет) в матче с чехами, выйдя на замену на 62-й минуте вместо Линтона Майны.
21 июня 2019 года Футбольная федерация Косова подтвердила в своём коммюнике, что Муслия принял решение выступать за национальную сборную Косово. 30 августа того же года он получил вызов из Косово на отборочные матчи Евро-2020 против Чехии и Англии. 7 сентября 2019 года Муслия дебютировал в составе сборной Косово, выйдя на замену на 56-й минуте матча с чехами вместо Эдона Жегровы.

## Статистика

### Клубная
| Клуб             | Сезон            | Лига              | Лига | Лига | Кубок | Кубок | Еврокубки | Еврокубки | Другие | Другие | Всего | Всего |
| Клуб             | Сезон            | Лига              | И    | Г    | И     | Г     | И         | Г         | И      | Г      | И     | Г     |
| ---------------- | ---------------- | ----------------- | ---- | ---- | ----- | ----- | --------- | --------- | ------ | ------ | ----- | ----- |
| Карлсруэ         | 2016/17          | Вторая Бундеслига | 1    | 0    | 0     | 0     | —         | —         | —      | —      | 1     | 0     |
| Карлсруэ         | 2017/18          | Третья лига       | 37   | 1    | 1     | 0     | —         | —         | 6      | 0      | 44    | 1     |
| Карлсруэ         | 2018/19          | Третья лига       | 5    | 1    | 1     | 0     | —         | —         | —      | —      | 6     | 1     |
| Карлсруэ         | Всего            | Всего             | 43   | 2    | 2     | 0     | —         | —         | 6      | 0      | 51    | 2     |
| Ганновер 96      | 2018/19          | Бундеслига        | 17   | 2    | 1     | 0     | —         | —         | —      | —      | 18    | 2     |
| Ганновер 96      | 2019/20          | Вторая Бундеслига | 8    | 1    | 1     | 0     | —         | —         | —      | —      | 9     | 1     |
| Ганновер 96      | Всего            | Всего             | 23   | 3    | 2     | 0     | —         | —         | —      | —      | 25    | 3     |
| Всего за карьеру | Всего за карьеру | Всего за карьеру  | 66   | 5    | 4     | 0     | —         | —         | 6      | 0      | 76    | 5     |

1. ↑  Включены такие соревнования как Кубок Бадена и стыковые матчи Второй Бундеслиги и Третьей лиги

### За сборную
| Сборная | Год   | Игры | Голы |
| ------- | ----- | ---- | ---- |
| Косово  | 2019  | 3    | 0    |
| Всего   | Всего | 3    | 0    |